# ヒンドゥー教寺院の一覧
ヒンドゥー教寺院の一覧（ヒンドゥーきょうじいんのいちらん）は、ヒンドゥー教のおもな寺院について一覧形式でまとめたものである。

## 北インド、ガンジス川流域、バングラデシュ
ヴァーラーナシー（ウッタル・プラデーシュ州）
- カーシー・ヴィシュヴァナート寺院（Kashi Vishwanath Temple）：シヴァ神をまつった有名な寺院。現在の建物は1780年再建。金のドームがありゴールデン・テンプルとも呼ばれる。
- トゥルスィー・マーナス寺院（英語版）：白の大理石の壁面に、『ラーマーヤナ』の神話のレリーフ。
- ドゥルガー寺院（英語版）（Durga Temple）：シヴァ神の妃である女神ドゥルガーをまつっている。
- バーラト・マーター寺院（英語版）：マハトマ・ガンディーが創始した寺院。

デリー
- ラクシュミーナーラーヤン寺院：ビルラ財閥によって管理運営されている寺院。

ヴリンダーヴァン（ウッタル・プラデーシュ州）
- ラーダーラマン寺院（英語版）

ハリドワール（ウッタラーカンド州）
- 聖ガンガー教会

ビハール州
- ヴィシュヌパド寺院（英語版）：（ガヤー県ガヤー市）高さ30メートル以上ある八角形の建物。

コルカタ（西ベンガル州）
- ダクシネーシュワル・カーリー寺院：1855年にラーニー・ラーシュマニーによって建立された。

バングラデシュ
- カンタナガル寺院（英語版）：18世紀建立。壁が『ラーマーヤナ』のテラコッタで覆いつくされる。

## 西部インド、デカン高原
マハーラーシュトラ州
- カイラーサナータ寺院：エローラ石窟群中の寺院。

マディヤ・プラデーシュ州
- カジュラーホー寺院群：壁面すべてを官能的な彫刻に包まれた寺院群。ミトゥナ像（男女交合のレリーフ）を持つことでも知られる。
- マハーカール寺院：古代インド文化の一大中心ウッジャインに所在する寺院。

プリー（オリッサ州）
- ジャガンナート寺院：別名は「シュリー（聖神）寺院」

## 南インド
タミル・ナードゥ州
- マハーバリプラムの建造物群（マーマッラプラム、カーンチープラム県）：世界遺産
- ブリハディーシュヴァラ寺院 （タンジャーヴール、タンジャーヴール県）：世界遺産「大チョーラ朝寺院群」壁面レリーフをもつ。
- ミーナークシ寺院（マドゥライ県）：著名な歴史建造物。
- アルナーチャラ寺院（ティルヴァンナーマライ、ティルヴァンナーマライ県）
- スンダララージャン・ペルマール寺院（ナーガッパッティナム、ナーガッパッティナム県）
- ラーマナータスワーミ寺院（ラーメーシュワラム島）：ラーマ伝説を伝える寺院。
- カパーレーシュワラ寺院（チェンナイ）

カルナータカ州
- チェンナケーシャヴァ寺院（英語版）（ベールール）
- ビッターラ寺院（ハンピ）
- パッタダカルの寺院群（6世紀－8世紀、南部様式と北部様式の混淆がみられる）：世界遺産

## カシュミール、ヒマラヤ、ネパール
ネパール
- パシュパティナート寺院：4大シヴァ寺院のひとつ。

## 東南アジア、マダガスカル
シンガポール
- スリ・マリアマン寺院：チャイナタウンに所在するドラヴィダ様式で建てられた寺院。

インドネシア・バリ島
- ブサキ寺院：アグン山麓の聖地に所在するバリ・ヒンドゥー教の総本山。
- クヘン寺院：バンリ王国の国寺。
- タナロット寺院：海岸にある、干潮時には陸続きになって渡ることができる。
- ティルタウンプル寺院：山中に聖泉が湧き出ているところにある。